# Bygdesvenskhet
Bygdesvenskhet är en sammanfattande benämning på en finlandssvensk samhällsstrategi med anor från 1870- och 1880-talens folkliga samlingsrörelse. Bygdesvenskhet står i motsats till den bildade elitens kultursvenskhet för en strävan att bygga upp en existens för minoriteten inom dess egna bosättningsområden och är därmed besläktad 1920-talets så kallade östsvenskhet. Bygdesvenskhetens viktigaste banerförare under den svenska nationalitetsrörelsens första tider var Axel Olof Freudenthal. Idag är organisationen Finlandssvensk samling den främsta företrädaren för denna handlingsstrategi.